# Then Play On
Then Play On — третій студійний альбом британського гурту Fleetwood Mac, представлений 19 вересня 1969 року. Це перший альбом колективу, в записі якого взяв участь Денні Кірван, та останній для Пітера Ґріна. Джеремі Спенсер не брав активної участі у записі платівки, лише «трішки допомагав із клавішними» (як заявив Мік Флітвуд журналу «Q» у 1990 році). Після успіху перших двох платівок гурт перейшов до більш широкого стилістичного звучання у порівнянні із класичними блюзовими попередніми роботами. Альбом досяг 6-ї позиції у британському чарті (третій альбом поспіль у топ 10). Назва альбому походить від першого рядка п'єси «Вільям Шекспіра» «Дванадцята ніч, або Як собі хочете» («If music be the food of love, play on»).

## Список пісень
Оригінальне британське видання, вересень 1969
| Сторона 1 | Сторона 1            | Сторона 1    | Сторона 1  |
| #         | Назва                | Автор        | Тривалість |
| --------- | -------------------- | ------------ | ---------- |
| 1.        | «Coming Your Way»    | Денні Кірван | 3:47       |
| 2.        | «Closing My Eyes»    | Пітер Ґрін   | 4:50       |
| 3.        | «Fighting for Madge» | Мік Флітвуд  | 2:45       |
| 4.        | «When You Say»       | Кірван       | 4:22       |
| 5.        | «Showbiz Blues»      | Ґрін         | 3:50       |
| 6.        | «Underway»           | Ґрін         | 3:06       |
| 7.        | «One Sunny Day»      | Кірван       | 3:12       |

| Сторона 2 | Сторона 2                     | Сторона 2  | Сторона 2  |
| #         | Назва                         | Автор      | Тривалість |
| --------- | ----------------------------- | ---------- | ---------- |
| 1.        | «Although the Sun Is Shining» | Кірван     | 2:31       |
| 2.        | «Rattlesnake Shake»           | Ґрін       | 3:32       |
| 3.        | «Without You»                 | Кірван     | 4:34       |
| 4.        | «Searching for Madge»         | Джон МакВі | 6:56       |
| 5.        | «My Dream»                    | Кірван     | 3:30       |
| 6.        | «Like Crying»                 | Кірван     | 2:21       |
| 7.        | «Before the Beginning»        | Ґрін       | 3:28       |

## Учасники запису
Fleetwood Mac
- Пітер Ґрін — вокал, гітара, гармоніка, шестиструнова бас-гітара, перкусія, віолончель («Oh Well, Pt. 2»)
- Денні Кірван — вокал, гітара
- Джон МакВі — бас-гітара
- Мік Флітвуд — ударні, перкусія
- Джеремі Спенсер — клавішні («Oh Well, Pt. 2»)

## Чарти
| Чарт (1969–1970)                             | Найвища позиція |
| -------------------------------------------- | --------------- |
| Finnish Albums (The Official Finnish Charts) | 13              |
| Німеччина German Albums (Offizielle Top 100) | 90              |
| Норвегія Norwegian Albums (VG-lista)         | 8               |
| Велика Британія UK Albums (OCC)              | 4               |
| США Billboard 200                            | 109             |